# The Ladder (magazine)
Pour les articles homonymes, voir The Ladder.
The Ladder est le premier magazine féminin lesbien national des États-Unis. 
Il était publié mensuellement de 1956 à 1970, et une fois tous les deux mois en 1971 et 1972. 
Le nom du magazine est dérivé de l'œuvre d'art de sa première couverture qui montrait une échelle (ladder) disparaissant dans les nuages.
C'est en écrivant pour The Ladder que Edythe D. Eyde a commencé à employer le pseudonyme Lisa Ben, une anagramme de lesbian. 